# 特拉斯克伍德 (阿肯色州)
特拉斯克伍德（英語：Traskwood）是一個位於美國阿肯色州薩林縣的城市。

## 地理
特拉斯克伍德的座標為34°27′20″N 92°39′33″W / 34.45556°N 92.65917°W，而該地的平均海拔高度為98米（即322英尺）。

## 人口
根據2020年美國人口普查的數據，特拉斯克伍德的面積為14.60平方千米，當中陸地面積為14.58平方千米，而水域面積為0.02平方千米。當地共有人口495人，而人口密度為每平方千米33人。